# BlackBerry PlayBook
BlackBerry PlayBook是由开发黑莓手機的加拿大通讯公司Research In Motion（RIM）在2010年9月27日发布的一款平板电脑。RIM公司希望在10月份将此设备发放给企业用户和开发商，在2011年初开始向消费者发售。同时发布的是一款基于QNX Neutrino的全新操作系统，BlackBerry Tablet OS。该系统将运行于BlackBerry PlayBook。

## Android應用程式播放器
RIM將會在2011年5月推出可於在BlackBerry PlayBook上執行Android apps的「App Player」軟件。

## 銷情
RIM在第一季度錄得500,000 PlayBook的銷售額，在第二季度錄得250,000的銷售額，在第三季度錄得150,000的銷售額。因為要降價速銷，RIM需要撇帳4.85億美元。 

## 作業系統更新
2013年黑莓公司公佈，PlayBook將不會得到BB10作業系統更新。